# Seaboard Coast Line Railroad

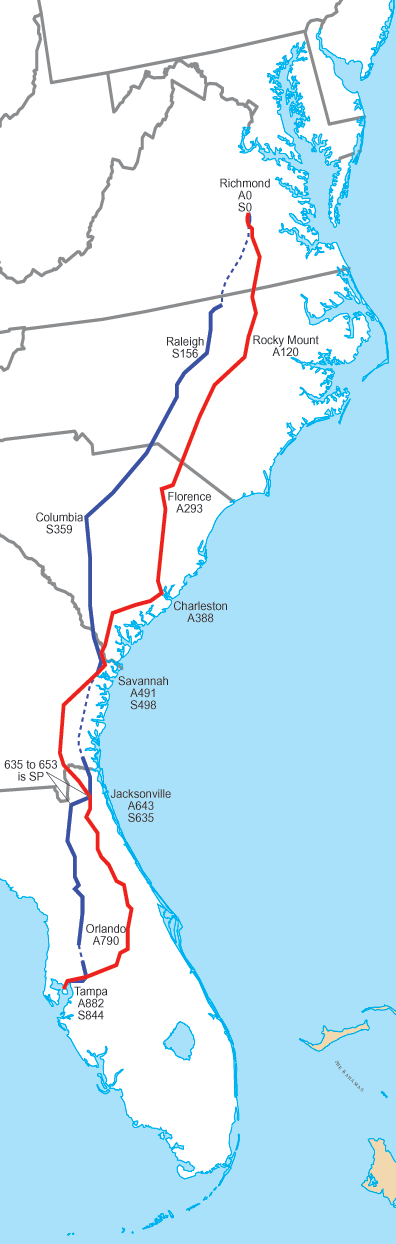
Die Hauptstrecken der ACL und SAL, heute die A- und S-Strecken der CSX

Die Seaboard Coast Line Railroad (AAR Reporting mark: SCL) war eine US-amerikanische Eisenbahngesellschaft, die 1967 als Ergebnis einer Fusion zwischen der Seaboard Air Line Railroad (SAL) und der Atlantic Coast Line Railroad (ACL) entstand.
Mit der Gründung der Holdinggesellschaft SCL Industries Inc, später Seaboard Coast Line Industries Inc., 1968 wurde die Gesellschaft eine Tochter derselben. 
Im Jahre 1982 fusionierten die Seaboard Coast Line Railroad und die SCLI-Tochter Louisville and Nashville Railroad und nannten sich in Seaboard System Railroad um. Im folgenden Jahr erfolgte die Fusion weiterer Bahngesellschaften in die Seaboard System Railroad.